# 鳳徳駅
鳳徳駅（ポンドクえき）は、大韓民国全羅南道順天市にある韓国鉄道公社（KORAIL）全羅線の駅である。

## 歴史
- 1960年3月11日：内九駅として開業。
- 1999年2月25日：複線化工事による移転に伴い鳳徳駅に改称[1]。
- 2008年1月1日：旅客取扱中止。

## 隣の駅
韓国鉄道公社
全羅線
求礼口駅 - 鳳徳駅 - (槐木駅) - (開雲駅) - (東雲駅) - 順天駅